# Нотура на Дарвин
Нотурата на Дарвин (Nothura darwinii) е вид птица от семейство Тинамуви (Tinamidae).

## Разпространение
Видът е разпространен в Аржентина, Боливия и Перу.